# پشه‌گیر گینه‌ای
پشه‌گیر گینه‌ای (نام علمی: Polioptila guianensis) نام یک گونه از سرده پشه‌گیرها است.